# Campeonato de Oceanía de Judo de 2008
El XXII Campeonato de Oceanía de Judo se celebró en Christchurch (Nueva Zelanda) entre el 21 y el 22 de marzo de 2008 bajo la organización de la Unión de Judo de Oceanía.
En total se disputaron quince pruebas diferentes, ocho masculinas y siete femeninas.

## Resultados

### Masculino
| Evento            | Oro                        | Plata                             | Bronce                                                         |
| ----------------- | -------------------------- | --------------------------------- | -------------------------------------------------------------- |
| –60 kg            | Matthew D'Aquino Australia | Steven Giudice Australia          | Gareth Carter Nueva Zelanda Anthony Pouillen Nueva Caledonia   |
| –66 kg            | Ivo dos Santos Australia   | Steven Brown Australia            | Paul Dulac Nueva Caledonia Taro Malcolm Australia              |
| –73 kg            | Dennis Iverson Australia   | Adrian Leat Nueva Zelanda         | Andrew Collett Australia Justin Mitchell Nueva Zelanda         |
| –81 kg            | Mark Anthony Australia     | Tom Hill Australia                | Ryan Dill-Russell Nueva Zelanda Josateki Naulu Fiyi            |
| –90 kg            | Daniel Kelly Australia     | Priscus Fogagnolo Australia       | Morgan Endicott-Davies Australia Epoki Fakaosi Tonga           |
| –100 kg           | Matt Celotti Australia     | Mick Cutajar Australia            | Jason Koster Nueva Zelanda Justin Miller Nueva Zelanda         |
| +100 kg           | Semir Pepic Australia      | Stéphane Courtine Nueva Caledonia | Ricardo Blas Guam Nacanieli Qerewaqa Fiyi                      |
| Categoría abierta | Jason Koster Nueva Zelanda | Jérémy Picard Polinesia Francesa  | Stéphane Courtine Nueva Caledonia Teva Gouriou Nueva Caledonia |

### Femenino
| Evento            | Oro                             | Plata                           | Bronce                                                          |
| ----------------- | ------------------------------- | ------------------------------- | --------------------------------------------------------------- |
| –52 kg            | Kristie-Anne Ryder Australia    | Sonya Chervonsky Australia      | Kelly Fong Australia                                            |
| –57 kg            | Mária Pekli Australia           | Carli Renzi Australia           | Sandrine Perel Nueva Caledonia                                  |
| –63 kg            | Catherine Arlove Australia      | Joy Williams Nueva Zelanda      | Emily Bensted Australia                                         |
| –70 kg            | Sisilia Nasiga Fiyi             | Moira de Villiers Nueva Zelanda | Zoe Bourke Australia Gabrielle Clarke Australia                 |
| –78 kg            | Stephanie Grant Australia       | Catherine Arscott Australia     | —                                                               |
| +78 kg            | Janelle Shepherd Australia      | Simone Dahl Australia           | Laisa Laveti Australia                                          |
| Categoría abierta | Moira de Villiers Nueva Zelanda | Stephanie Palumbo Australia     | Sandrine Perel Nueva Caledonia Marion Poiret Polinesia Francesa |

## Medallero
| Núm. | País               | Oro | Plata | Bronce | Total |
| ---- | ------------------ | --- | ----- | ------ | ----- |
| 1    | Australia          | 12  | 10    | 8      | 30    |
| 2    | Nueva Zelanda      | 2   | 3     | 5      | 10    |
| 3    | Fiyi               | 1   | 0     | 2      | 3     |
| 4    | Nueva Caledonia    | 0   | 1     | 6      | 7     |
| 5    | Polinesia Francesa | 0   | 1     | 1      | 2     |
| 6    | Guam               | 0   | 0     | 1      | 1     |
| 6    | Tonga              | 0   | 0     | 1      | 1     |
|      | TOTAL              | 15  | 15    | 24     | 54    |